# Физичка географија
Физичка географија је научна дисциплина која изучава целокупну природу на Земљи или њен географски омотач. Сложеност ове дисциплине огледа се у томе што природу чине четири основна дела или, условно речено, сфере. То су: литосфера, атмосфера, хидросфера и биосфера, односно стеновити, ваздушни, водени и биолошки омотач Земље. Ове сфере имају тачно одређени састав и у њима се одигравају специфични процеси. Оне се међусобно додирују и прожимају. На пример, осим у морима, језерима и рекама, вода је заступљена у Земљиној кори, у атмосфери и у биљкама и животињама. Слично је са састојцима литосфере, атмосфере и биосфере. Због тога се свака битнија промена у једној од њих јаче или слабије одражава и на остале три сфере.

## Подела физичке географије
Физичка географија се дели на:
- математичку географију,
- палеогеографију,
- биогеографију,
- геоморфологију,
- хидрологију,
- климатологију и
- педологију.